# 中村祐介 (バレーボール)
中村 祐介（なかむら ゆうすけ、1987年7月11日 - ）は、日本の元男子バレーボール選手、指導者である。

## 来歴
長野県上水内郡飯綱町出身。小学1年生からバレーボールを始める。
岡谷工業高等学校では高校1年時に静岡国体優勝を経験。
卒業後に国際武道大学へ進学。大学卒業後には、2010/11シーズン途中に、V・プレミアリーグ（当時のVリーグ1部リーグ）に所属する大分三好ヴァイセアドラーに入団した。同シーズンにV・プレミアリーグの試合に出場し、Vリーグデビューを果たした。
2011年、2010/11シーズン終了後、大分三好ヴァイセアドラーを1シーズンで退団した。このまま現役引退し、同年、V・プレミアリーグ女子に所属するパイオニアレッドウィングスのコーチに就任した。
2014年、パイオニアが休部となる。同年、デンソーエアリービーズのコーチに就任した。
2023年、2022-23シーズン終了をもってデンソーのコーチを退任した。退団後、V2女子に所属する群馬グリーンウイングスのコーチに就任した。
2024年6月、群馬のコーチを退任。

## 所属チーム

### 選手
- 岡谷工業高等学校（2003-2006年）
- 国際武道大学（2006-2010年）
- 大分三好ヴァイセアドラー（2010-2011年）

### 指導者
- パイオニアレッドウィングス コーチ（2011-2014年）
- デンソーエアリービーズ コーチ（2014-2023年）
- 群馬グリーンウイングス コーチ（2023-2024年）